# 濱村屋
濱村屋（はまむらや、新字体：浜村）は、歌舞伎役者の屋号。
初代瀬川菊之丞の母の実家の姓が「濱村」だったことがその名の由来。
濱村屋の代表的な名跡には以下のものがある。なお参考までに定紋も併せて記した。
| 屋号              | 名跡                           | 定紋                     | 定紋 |
| ----------------- | ------------------------------ | ------------------------ | ---- |
| はまむらや 濱村屋 | せがわ きくのじょう 瀬川菊之丞 | まるに ゆいわた 丸に結綿 |      |
| はまむらや 濱村屋 | せがわ きつじ 瀬川吉次         | まるに ゆいわた 丸に結綿 |      |